# Free On-line Dictionary of Computing
FOLDOC staat voor Free On-Line Dictionary Of Computing. Een database met zoekfunctie die al bestaat sinds 1985 over van alles en nog wat dat met computers te maken heeft. De inhoud valt onder de GNU Vrije Documentatie Licentie en is dan ook te downloaden. Inmiddels bestaan er wereldwijd meerdere FOLDOC-servers maar de 'Master site' staat in Londen, Groot-Brittannië. 